# Mike Adenuga
Chefe Michael Adeniyi Agbolade Ishola Adenuga Jr (Ibadan, 29 de abril de 1953) é um empresário bilionário nigeriano e a terceira pessoa mais rica da África. Sua empresa, Globacom, é a segunda maior operadora de telecomunicações da Nigéria, estando presente em Gana, Benim, Costa do Marfim, Senegal e Togo. Ele possui participações no Equitorial Trust Bank e na empresa de exploração de petróleo Conoil (anteriormente Consolidated Oil Company).
A Forbes estimou seu patrimônio líquido em US$ 6,1 bilhões em maio de 2024.